# Glenn Heights
Glenn Heights is een plaats (city) in de Amerikaanse staat Texas, en valt bestuurlijk gezien onder Dallas County en Ellis County.

## Demografie
Bij de volkstelling in 2000 werd het aantal inwoners vastgesteld op 7224.
In 2006 is het aantal inwoners door het United States Census Bureau geschat op 10.244, een stijging van 3020 (41,8%).

## Geografie
Volgens het United States Census Bureau beslaat de plaats een oppervlakte van
18,2 km², geheel bestaande uit land.

## Plaatsen in de nabije omgeving
De onderstaande figuur toont nabijgelegen plaatsen in een straal van 12 km rond Glenn Heights.